# Portu Empedocli

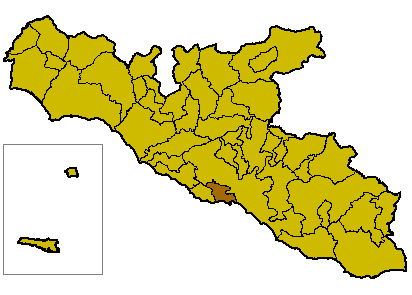
Ubicació de Porto Empedocle dins la província

Porto Empedocle (sicilià 'a Marina) és un municipi italià, dins de la província d'Agrigent. L'any 2008 tenia 17.204 habitants. Limita amb els municipis d'Agrigent i Realmonte. L'any 2003 va decidir adoptar Vigata com a segon nom de la localitat, un homenatge al lloc imaginari on se situen les històries del comissari Montalbano, creat per l'escriptor local Andrea Camilleri. L'any 2009 es va revocar la decisió.

## Alcaldes des del 1944
- Alfonso Inclima (del 1944 al 1952)
- Giuseppe Sinesio (del 1952 al 1969)
- Carmelo De Leo (del 1969 al 1970)
- Salvatore Sciangula (del 1975 al 1977)
- Guido Dassori (del 1978 al 1980)

...
- Domenico Ferrara (del 1983 al 1985)
- Giuseppe Sinesio (del 1985 al 1989)
- Antonio Sinesio (del 1989 al 1994)
- ... Gibilaro (del 1994 al 1996)
- Orazio Guarraci (del 1996 al 2001)
- Salvatore Lauricella (Comissari temporal) (del 2001 al 2001)
- Paolo Ferrara (del 2001 al 2006)
- Calogero Firetto (del 2006)

## Personatges il·lustres
- Empèdocles, filòsof grec d'Agrigent.
- Andrea Camilleri, escriptor
- Cico Falzone, guitarrista del grup Nomadi.
- Giovanni Inghilleri, baríton
- Giovanni Sansone, matemàtic